# Ernesto Ferreira França
Ernesto Ferreira França (Bahia, 21 de junho de 1804 — Rio de Janeiro, 14 de maio de 1872) foi um político brasileiro e ministro do Supremo Tribunal de Justiça, atual Supremo Tribunal Federal.
Filho de um notável médico e deputado baiano, o Dr. Antônio Ferreira França e de D. Ana da Costa Barradas. Era irmão do também Ministro do Supremo Tribunal de Justiça e deputado Cornélio Ferreira França e do médico Antonio Ferreira França Filho.
Foi bacharel pela Universidade de Coimbra. Iniciou a carreira política em 1830, ao ser eleito deputado geral por Pernambuco, na 2ª legislatura (1830-1833), vindo a reeleger-se pela província da Bahia, para a legislatura seguinte (1834 - 1837). Quatro anos mais tarde, nomeado ministro residente nos Estados Unidos, lá permaneceu até 1839. Ao retornar ao Brasil, reelegeu-se para a Câmara dos Deputados pela província da Bahia, em 1843. Em 1844 foi nomeado Ministro dos Negócios Estrangeiros, permanecendo no cargo até o ano seguinte.
Durante o período regencial, na 3ª legislatura (1834-1837), atuou na Câmara dos deputados junto com seu irmão e seu pai, que também foram eleitos. No parlamento a família Ferreira França defendeu questões consideradas radicais na época, como o federalismo no Brasil; a implantação de um congresso internacional das nações ("com o fim de assegurar entre si a paz perpétua"); a abolição do celibato clerical; a abolição da pena de morte; a liberdade dos nascidos de mãe escrava.
Negociou como Plenipotenciário brasileiro o tratado de casamento da Princesa Januária com o Príncipe das Duas Sicílias, Conde d’Aquila. Foi agraciado por D. Pedro II com o título do Conselho, em 1844; com a comenda da Ordem de Cristo, em 1854, e o foro de Fidalgo Cavaleiro, em 1857.
Assim como o irmão mais velho, foi também ministro do Supremo Tribunal de Justiça, nomeado em 1857, deixou a corte suprema ao falecer em 1872.
Casado com Isabel Helena Velloso de Oliveira França, filha do desembargador Antônio Rodrigues Veloso de Oliveira. Dentre os seus filhos estão Ernesto Ferreira França Filho (1828 - 1888), que foi professor da Faculdade de Direito do Largo de São Francisco; Gabriella de Jesus Ferreira França (18?? - 1911), escritora e o Dr. Henrique Ferreira França.
Foi ainda eleito duas vezes, pela província de Pernambuco, em 1846 e 1847, para ocupar uma cadeira vitalícia no Senado do Império. Sendo um dos três nomes mais votados em ambos os pleitos para assumir a vaga, chegou a ser nomeado para o cargo pelo imperador, contudo as duas eleições foram sucessivamente anuladas pelo senado em 1847 e 1848.
Faleceu na cidade do Rio de Janeiro, em 14 de maio de 1872, sendo sepultado no Cemitério da Ordem de São Francisco de Paula, em Catumbi.